# Roy Goodall
Frederick Roy Goodall (Dronfield, 31 dicembre 1902 – 19 gennaio 1982) è stato un calciatore inglese, di ruolo difensore.

## Carriera
Giocò per tutta la carriera nell'Huddersfield, con cui vinse per tre volte il campionato inglese (1923-1924, 1924–1925, 1925-1926) e per una volta la FA Cup (1921-1922).

## Palmarès

### Giocatore

#### Competizioni nazionali
- Campionato inglese: 3

Huddersfield Town: 1923-1924, 1924-1925, 1925-1926
- Coppa d'Inghilterra: 1

Huddersfield Town: 1921-1922
- Community Shield: 1

Huddersfield Town: 1922